# 浜の町西
浜の町西（はまのまちにし）は、青森県弘前市の大字。郵便番号は036-8324。

## 地理
岩木川北岸に位置し、南から北にかけて伸びる町。北は石渡、青森県道31号弘前鯵ケ沢線をはさんで東は浜の町東、南から西にかけて藤代に接する。また、浜の町東と同様、雇用促進住宅、およびアパートが多く、住宅地を形成している。

## 歴史

### 地名の由来
浜の町東の西に位置することから。

### 沿革
- 1973年（昭和47年）- 浜の町・藤代の各一部から分離、浜の町西一〜三丁目になる。

## 世帯数と人口
2017年（平成29年）6月1日現在の世帯数と人口は以下の通りである。
| 丁目           | 世帯数  | 人口    |
| -------------- | ------- | ------- |
| 浜の町西一丁目 | 153世帯 | 368人   |
| 浜の町西二丁目 | 208世帯 | 482人   |
| 浜の町西三丁目 | 221世帯 | 517人   |
| 計             | 582世帯 | 1,367人 |

## 交通
- 弘南バス

浜の町、浜の町二丁目、浜の町三丁目（弘前 - 堂ヶ沢・十腰内、堂ヶ沢 - 小栗山線）停留所。

## 施設

### 医療
- いわね内科胃腸科医院
- ひろさき西北歯科

### 商業
- ツルハドラッグ弘前浜の町店
- さとちょう浜の町店
- 福沢印刷

### 公共
- 浜の町児童館集会所

## 小・中学校の学区
市立小・中学校に通う場合、学区は以下の通りとなる。
| 大字           | 番地 | 小学校             | 中学校             |
| -------------- | ---- | ------------------ | ------------------ |
| 浜の町西一丁目 | 一部 | 弘前市立城西小学校 | 弘前市立第二中学校 |
| 浜の町西一丁目 | 一部 | 弘前市立致遠小学校 | 弘前市立第二中学校 |
| 浜の町西二丁目 | 一部 | 弘前市立城西小学校 | 弘前市立第二中学校 |
| 浜の町西二丁目 | 一部 | 弘前市立致遠小学校 | 弘前市立第二中学校 |
| 浜の町西三丁目 | 全域 | 弘前市立致遠小学校 | 弘前市立第二中学校 |